# Capodrise
Capodrise (Caputrìsë in campano) è un comune italiano di 9 975 abitanti della provincia di Caserta in Campania, unito senza soluzione di continuità alla città di Marcianise e parte integrante della conurbazione casertana.

## Storia
Già esistente da prima della dominazione romana, Capodrise viene menzionata per la prima volta nel 1113 in una pergamena in cui l'arcivescovo di Capua, in occasione della costituzione della diocesi di Caserta, assegna a quest'ultima anche le parrocchie di Sant'Andrea e San Donato, in località Capitrisio.
A partire dal 1307 Capodrise viene indicata non più come “loco”, cioè come semplice agglomerato di abitazioni, ma come “villa”. In tali documenti venivano citati anche cognomi ancora presenti nel comune.
Intorno al 1400 diventa “università”, non intesa nell'attuale significato del termine, ma come parte di un territorio in cui l'amministrazione interna viene affidata alla stessa e non dipende più da ufficiali nominati dai regnanti.
Nel 1494 risulta aggregata alla giurisdizione feudale di Acerra e a quella demaniale di Capua, sotto il dominio degli Aragonesi.
Nel 1499 Federico d'Aragona è costretto a vendere, per ragioni economiche, a Ferdinando di Cardenas il contado di Acerra con le pertinenze Terre Laberis, fra cui il casale De Capoderisii. Con il subentrare della dominazione spagnola anche Capodrise viene impoverita ancora di più e la situazione è peggiorata da calamità naturali ed epidemie come il terremoto del 1538 e la peste del 1527 e del 1556. In quest'anno, nel solo mese di luglio, a Capodrise muoiono 50 persone fra cui il parroco don Giacomo De Filippo, sepolto nella piccola chiesa di Sant'Antonio Abate, dove tuttora si trova.
Nel 1738, dopo trent'anni di dominio sul Regno di Napoli, gli austriaci vengono cacciati dagli spagnoli i quali, con le loro scorrerie infestano le contrade locali tanto è vero che, negli anni successivi, a Capodrise trovano alloggio molti soldati con grave disappunto dei proprietari delle abitazioni. Dopo varie proteste, questi vengono risarciti con un piccolo compenso.
Con l'avvio dei lavori di costruzione della reggia di Caserta, Capodrise diventa luogo di passaggio quando i reali, con il loro seguito, raggiungono tale dimora. Ciò comporta però, per la popolazione locale, nuove spese per la manutenzione dei tratti di strada che collegano Capodrise a Caserta, a dimostrazione del fatto che per gli abitanti del paese la nascita del nuovo regno di Carlo III non porta sostanziali cambiamenti nel tenore di vita. Si ha testimonianza, però, anche del fatto che i cittadini iniziano ad organizzarsi contro i soprusi, infatti alla fine del XVIII secolo Capodrise paga un proprio procuratore, a Napoli e a Capua, per le liti che sorgono tra l'università, la corte ed i cittadini.
Il 13 settembre 1789 Vincenzo Lunardi, alla presenza del re Ferdinando IV e della consorte Maria Carolina d'Asburgo-Lorena, parte da Napoli su una mongolfiera per raggiungere il territorio pontificio. Rimane in volo per un'ora raggiungendo circa seimila piedi di altezza, ma poi, per un guasto, è costretto ad atterrare e il suo volo finisce proprio a Capodrise.
Agli inizi del XIX secolo, durante il regno di Giuseppe Napoleone prima e di Gioacchino Murat poi, si procedette all'ammodernamento dello stato con diverse leggi importanti, prima fra tutte il provvedimento del 6 agosto 1806 relativo all'eversione della feudalità, con il quale si sopprimono le giurisdizioni baronali. Con la riforma degli organismi locali, quindi, nel 1809 Capodrise diventa comune e viene eletto sindaco Giovanni Testa.
Nel periodo successivo alla sconfitta di Napoleone e al congresso di Vienna a Capodrise si registra una lieve crescita demografica, ma l'economia rimane prevalentemente legata alla coltura dei cereali e della canapa ed iniziano le attività di filatura e tessitura di tale prodotto. Tuttavia cambia ben poco sul piano economico e sociale; gran parte della popolazione vive in miseria e quindi si assiste anche al fenomeno dell'emigrazione.
Nella prima metà del Novecento alla coltura della canapa si alterna anche quella del grano, dei fagioli e del mais per non impoverire troppo il terreno. La maggioranza delle terre è però in mano a pochi proprietari terrieri, mentre il resto della popolazione è costituito da braccianti, quasi tutti analfabeti, che vivono una vita di stenti e miseria. Di conseguenza anche le botteghe artigiane presenti sopravvivono a malapena.
Durante il regime fascista il comune di Capodrise il 14 aprile 1928 viene soppresso ed annesso a quello di Marcianise; gli uffici vennero smantellati e molti documenti andarono persi.

### Simboli
Lo stemma e il gonfalone del comune di Capodrise è stato concesso con decreto del presidente della Repubblica del 24 marzo 1994.
Il gonfalone è un drappo troncato di rosso e di verde.

## Monumenti e luoghi d'interesse

### Architetture civili e religiose
- Chiesa di Sant'Andrea Apostolo (XVIII secolo)
- Chiesa dell'Immacolata Concezione
- Chiesa di Sant'Antonio Abate
- Palazzo Mondo (casa-museo del pittore Domenico Mondo, nato a Capodrise[6])
- Palazzo delle Arti; Sorge nel centro storico di Capodrise, rientrando tra gli edifici che dalla fine del 1600 furono realizzati lungo via Francesco Giannini dalle famiglie più influenti e facoltose della città. Prima di diventare pubblico, è appartenuto, in origine, alla famiglia Guidetti, per diventare, poi, dimora degli Acconcia. Il palazzo si presenta con una facciata imponente che presenta due entrate, pressoché gemelle, distanti l'una dall'altra circa trenta metri, rappresentati da imponenti porte in legno antico. Il Palazzo presenta uno sviluppo longitudinale, secondo l'asse che costeggia la strada,con un piano terra caratterizzato da spazi dall'architettura accogliente e discreta. Quasi in asse con l'ingresso vi è una piccola costruzione, oggi ormai fatiscente, coperta da una cupoletta, avente la funzione di loggetta con sedili.Sulla parete di fondo; sotto l'imbiancatura è possibile trovare un dipinto allegorico con lo stemma della famiglia Acconcia, vissuta, appunto, in quell'edificio. È possibile ritrovare lo stesso stemma tra le quattro scene di battaglia, dipinte in una sala che sembrerebbe essere quella principale, da dove si dipartivano i due piani dell'appartamento. La sala in questione è possibile trovarla alla fine di una prima rampa di scale che termina successivamente, in un ballatoio semicircolare che raccorda il pianerottolo della scala con una terrazza, che si affaccia sul cortile dell'edificio. Oltre alla sala principale, munita di quattro porte (ad oggi due murate), troviamo due sale adiacenti e comunicanti, che presentano un partito decorativo ottocentesco molto gradevole, realizzato con riquadri dipinti a tempera, con soggetti floreali, scene campestri o di ispirazione mitologica. Le scene sono inserite in un comparto decorativo delle pareti ancora da recuperare. Nel 1997 il palazzo fu acquistato dal Comune di Capodrise, assumendo la denominazione, prima di "Palazzo della Cultura" e successivamente di "Palazzo delle Arti". Il Palazzo per circa una decina d'anni è risultato essere la sede degli uffici del Comune di Capodrise. Dopo un periodo in cui fu inutilizzato, l'edificio è diventato sede di motre d'arte contemporanea e spettacoli teatrali[7]

### Piazze
- Piazza della Repubblica
- Piazza Gianni Rodari
- Largo Modigliani
- Largo San Donato
- Piazza casa Fusco

## Società

### Evoluzione demografica
Abitanti censiti

## Amministrazione
| Periodo | Periodo | Primo cittadino      | Partito                                     | Carica      | Note |
| ------- | ------- | -------------------- | ------------------------------------------- | ----------- | ---- |
| 1988    | 1990    | Vincenzo Negro       | Democrazia Cristiana                        | Sindaco     |      |
| 1990    | 1991    | Armando Ivazzi       | Democrazia Cristiana                        | Sindaco     |      |
| 1991    | 1992    | Andrea De Filippo    | Democrazia Cristiana                        | Sindaco     |      |
| 1992    | 1993    | Irene Tramontano     |                                             | commissario |      |
| 1993    | 1997    | Antony Acconcia      | Lista civica                                | Sindaco     |      |
| 1997    | 2000    | Antony Acconcia      | Partito Democratico della Sinistra          | Sindaco     |      |
| 2000    | 2001    | Daniela Chemi        |                                             | commissario |      |
| 2001    | 2005    | Nicola Russo Raucci  | Popolari-DS-RIF.COM.                        | Sindaco     |      |
| 2005    | 2006    | Gaetano Cupello      |                                             | commissario |      |
| 2006    | 2011    | Giuseppe Fattopace   | Democratici di Sinistra-Partito Democratico | Sindaco     |      |
| 2011    | 2015    | Angelo Crescente     | Lista civica                                | Sindaco     |      |
| 2015    | 2016    | Maria Luisa Fappiano |                                             | commissario |      |
| 2016    | 2021    | Angelo Crescente     | Lista civica Capodrise rinasce              | Sindaco     |      |
| 2021    | 2024    | Enzo Negro           | Lista civica Siamo Capodrise                | Sindaco     |      |
| 2024    | 2025    | Nicola Cecere        | Lista civica                                | Sindaco     |      |
| 2024    | 2025    | Florinda Bevilacqua  |                                             | commissario |      |